# 리투아니아 신화

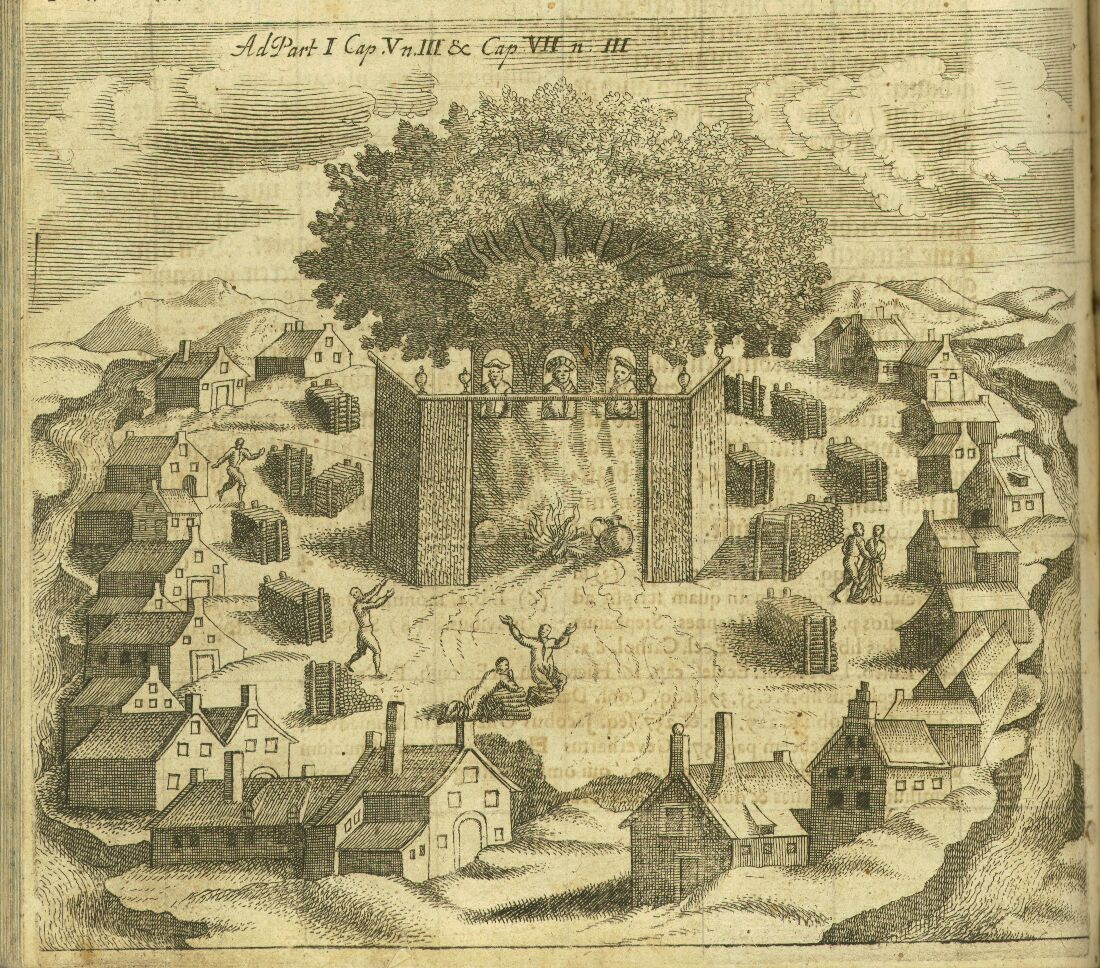

리투아니아 신화(리투아니아어: Lietuvių mitologija)는 기독교가 들어오기 이전 리투아니아인들이 믿은 리투아니아 다신교의 신화다. 다른 인도유럽인들과 마찬가지로 옛 리투아니아인들도 다신교 신화와 종교 구조를 유지했다. 기독교 이전의 리투아니아에서 신화는 다신교의 일부였다. 기독교화 된 이후 신화는 대부분 민속, 관습, 축제 의식에서 살아남았다. 리투아니아 신화는 다른 발트족 국가인 고대 프로이센인, 라트비아인의 신화와 매우 비슷하며 발트 신화의 일부로 분류된다.

## 같이 보기
- 원시 인도유럽 신화
- 알카
- 발트 신화
- 프로이센 신화
- 라트비아 신화
- 로무바 (종교)